# Asterix als Gladiator
Asterix als Gladiator (französischer Originaltitel: Astérix gladiateur) ist ein französischer Comic von 1964 und der vierte Band der Asterix-Reihe. In diesem Abenteuer müssen die beiden Helden Asterix und Obelix nach Rom reisen, um den von den Römern entführten Barden Troubadix zu befreien, wobei sie in eine Gladiatorenschule geraten. Die erste deutsche, allerdings verfremdete Übersetzung erfolgte 1965 unter dem Titel Kampf um Rom in der Zeitschrift Lupo modern des Kauka Verlags, die heute bekannte zweite, von Gudrun Penndorf übersetzte Fassung kam 1969 als dritter Band der Reihe auf den Markt. Die Zeichnungen stammen von Albert Uderzo, die Texte von René Goscinny. Der 1985 erschienene Zeichentrickfilm Asterix – Sieg über Cäsar basiert zum Teil auf diesem Comic und zum Teil auf dem späteren Band Asterix als Legionär.

## Handlung
Der römische Präfekt Galliens, Caligula Alavacomgetepus, fährt nach Rom in den Urlaub. Die Sitte verlangt, dass er Julius Cäsar ein Geschenk macht. Er hat die Idee, einen der unbesiegbaren Gallier zum Geschenk zu machen. Legionäre aus dem nahegelegenen Römerlager Kleinbonum fangen daher im Wald den Barden Troubadix, der auf der Galeere des Präfekten nach Rom gebracht wird. Die Bewohner des Dorfes überfallen das Lager, um ihren Barden zu befreien, kommen aber zu spät. Asterix und Obelix brechen nach Rom auf, um Troubadix zu befreien.
In Rom nimmt Cäsar sein Geschenk entgegen und fragt Gaius Obtus, ob er aus diesem einen Gladiator machen könne. Da Troubadix aber zu dünn und zu schwach ist, beschließt Cäsar, ihn bei den nächsten Zirkusspielen den Löwen zum Fraß vorwerfen zu lassen. Asterix und Obelix, inzwischen in Rom eingetroffen, machen sich auf die Suche nach dem Barden. Sie lassen sich zu Gladiatoren ausbilden, um Zugang zum Zirkus zu bekommen, in dem auch der Barde gefangen gehalten wird.
Am Tag der Spiele ist Cäsar persönlich im Zirkus anwesend. Troubadix, der den Löwen zum Fraß vorgeworfen werden soll, freut sich über seinen Auftritt vor großem Publikum, bei dem er sein ganzes Können zeigen kann. Angesichts seiner Sangeskunst ergreifen jedoch Löwen und Publikum gleichermaßen die Flucht. Die anschließenden Gladiatorenkämpfe stellen Cäsar nicht zufrieden, weil Asterix und Obelix den Gladiatoren anstelle von blutigen Kämpfen auf Leben und Tod Ratespielchen beigebracht haben. Nach der folgenden Prügelei mit einer Kohorte von Cäsars besten Legionären ist das Publikum aber zufrieden, und Cäsar schenkt den Galliern die Freiheit.
Zurück im gallischen Dorf gibt es das traditionelle Festmahl, bei dem der Barde, obwohl er an dem Abenteuer teilgenommen hat, wie immer gefesselt und geknebelt wird, um ihn am Singen zu hindern.

### Bezüge innerhalb der Reihe
In diesem Album bietet Obelix Asterix zum ersten Mal das Helmwettspiel an: Wer die meisten Römer verprügelt (und zum Beweis dafür deren Helme sammelt), hat gewonnen. Allerdings geht Asterix nie auf diese Wette ein.
Ebenfalls erstmals spricht Obelix in Asterix als Gladiator sein häufig zitiertes „Die spinnen, die Römer“ aus.
Auch der weißhaarige Greis Methusalix hat in dieser Geschichte seinen ersten Auftritt: Obelix bittet ihn, während seiner Abwesenheit die Auslieferung seiner Hinkelsteine zu übernehmen.
Erwähnenswert ist außerdem der Phönizier Epidemais, der die Gallier an Bord seiner Galeere auf dem Hin- und Rückweg mitnimmt; er hat in späteren Abenteuern weitere Auftritte.
Das Schlussbankett wird unüblicherweise bei Tag abgehalten.

## Comic und Historie
Der Zirkus in diesem – und vielen folgenden Bänden – ist wie das Kolosseum gestaltet, das es zu dem Zeitpunkt aber noch nicht gab, da es erst im Jahre 80 eingeweiht wurde. Spiele wurden damals im Circus Maximus veranstaltet. Auch basiert die Szene im vorletzten Panel auf Seite 43, wo ein Gladiator mittels eines hochgehaltenen Daumens Gnade von Cäsar erbittet, eher auf filmischen Vorlagen, da ein solcher Brauch historisch nicht belegt ist.
Es stimmt, dass Thermalbäder damals ein beliebter Treffpunkt waren. Staatsleute und Politiker trafen sich dort, um ihre Geschäfte bei einem Schwitzbad zu besprechen.

## Veröffentlichung
In Frankreich erschien die Geschichte erstmals 1962 als Serie in der französischen Zeitschrift Pilote in den Ausgaben 126–168 und wurde 1964 als Album im Verlag Dargaud veröffentlicht. In der deutschen Übersetzung wurde eine veränderte Version in den Ausgaben 16 bis 26/1965 des Magazins Lupo modern mit dem Titel Kampf um Rom abgedruckt. Asterix und Obelix hießen dort „Siggi“ und „Babarras“. Die von Gudrun Penndorf übersetzte Neufassung wurde vom Ehapa Verlag ab 1968 im Magazin MV-Comix (Hefte 31/1968 bis 38/1968) erstmals veröffentlicht und 1969 als 3. Band der Asterix-Reihe herausgebracht. 2002 wurde dieser Band neu aufgelegt und erhielt ein neues Titelbild.
Der Band erschien unter anderem auch auf Englisch, Spanisch und Türkisch sowie in den Mundarten Kölsch, Kärntnerisch, Saarländisch, Pfälzisch und Bairisch.